# Wahl des Legislativ-Yuans der Republik China (Taiwan) 1992
Die Wahl des Legislativ-Yuans der Republik China 1992 fand am 19. Dezember 1992 statt. Die Wahl wurde von der Kuomintang (KMT) gewonnen.

## Vorgeschichte

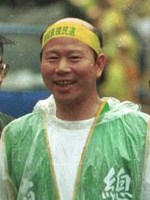
Hsu Hsin-liang (1992), DPP-Vorsitzender 1991–1993 und Oppositionsführer

Die Wahl des Legislativ-Yuans 1992 war die erste Wahl, bei der alle Mitglieder des Legislativ-Yuans, der gesetzgebenden Versammlung der Republik China auf Taiwan gewählt wurden. Zuvor hatte es immer nur sogenannte „Ergänzungswahlen“ gegeben. Zudem waren die vorangegangenen Wahlen nach westlichen Maßstäben nicht vollständig frei gewesen. Einige Wahlbeobachter bezeichneten im Vorfeld die Wahl 1992 daher als die bisher wichtigste Wahl in der Geschichte der Republik China auf Taiwan.
Bei der Wahl standen sich im Wesentlichen zwei Parteien gegenüber. Zum einen die Kuomintang (KMT), die seit Bestehen der Republik China auf Taiwan 1947 das Machtmonopol innegehabt hatte und zum anderen die Demokratische Fortschrittspartei (DPP), die als ein Sammelbecken oppositioneller Kräfte gegen die KMT-Einparteienherrschaft 1986 gegründet worden war. Der jetzigen Wahl vorausgegangen war seit mehr als einem Jahrzehnt eine zunehmende Demokratisierung der taiwanischen Gesellschaft. Die bisher in diktatorischer Alleinherrschaft regierende Kuomintang hatte ihren Universalanspruch auf die Staatsmacht zunehmend gelockert und sich selbst von innen heraus zu reformieren begonnen. Die alten Parteikader, die sich früher nahezu ausschließlich aus gebürtigen Festlandchinesen oder deren Nachkommen mit strikt antikommunistischer Ideologie rekrutierten, wurden nach und nach durch Personen mit politisch liberalerer Einstellung, die meist  gebürtige Taiwaner waren, ersetzt. Im Jahr 1992 war dieser Parteiumbau schon so weit fortgeschritten, dass die neuen, liberaleren „taiwanischen“ Parteikader die Mehrheit bildeten (die sogenannte mainstream-Fraktion, der auch der Parteivorsitzende Lee Teng-hui angehörte), während die alten, konservativeren, „chinesischen“ Kader eine Minderheit bildeten (die non-mainstream-Fraktion, zu der Premierminister Hau Pei-tsun zählte).
1987 wurde das bisher geltende Kriegsrecht aufgehoben und die Beschränkungen für die Neugründung von Parteien entfielen. Die 1986 noch in der Illegalität gegründete spätere Haupt-Oppositionspartei Demokratische Fortschrittspartei (DPP) forderte eine vollständige Demokratisierung der Strukturen Taiwans und die Etablierung eines Mehrparteiensystems. Ihre Anhängerschaft rekrutierte sie größtenteils aus der alteingesessenen Bevölkerung Taiwans, die zuvor von der politischen Teilhabe weitgehend ausgeschlossen gewesen war, während die KMT-Eliten sich, wie erwähnt lange Zeit aus Nachkommen von Festlandchinesen rekrutierten. Daraus resultierte eine unterschiedliche Haltung von DPP und KMT in Bezug auf den politischen Status Taiwans. Die KMT hielt weiter am Ziel der „Wiedervereinigung“ mit dem Festland fest (allerdings nicht unter kommunistischen Vorzeichen), während die DPP dieses Ziel zugunsten einer eigenen taiwanischen Identität aufgeben wollte und eine „Unabhängigkeitserklärung“ der Inselnation forderte.
In den Monaten vor der Wahl hatten beide große Parteien, insbesondere die KMT mit innerparteilichen Streitigkeiten zu kämpfen. Ende Oktober 1992 erklärten zwei prominente Mitglieder der KMT-Regierung, der Direktor der Umweltbehörde Jaw Shau-kang (趙少康) und der Finanzminister Wang Chien-shien (王建煊), aus verschiedenen Gründen ihren Rücktritt und traten anschließend, ohne durch die KMT nominiert worden zu sein als unabhängige Kandidaten an. Einige KMT-Mitglieder der sogenannten Weisheitskoalition (wisdom coalition) wichen mit der Parole „Ein China – ein Taiwan-Politik“ öffentlich von der offiziellen Ein-China-Parteilinie ab, so dass einer ihrer prominentestes Vertreter, Chen Che-nan (陳哲男) schließlich aus der KMT ausgeschlossen wurde, was in der Partei erhebliche Unruhe hervorrief.
Die DPP erklärte zu ihrem Wahlziel, ein System von checks and balances, d. h. eine wirksamen Kontrolle der Regierung durch die Opposition, einzuführen. Der Generalsekretär der DPP Chiu Yi-jen äußerte in einem Interview kurz vor der Wahl die Erwartung, dass die DPP etwa 30 % der Parlamentssitze erreichen werde. Die DPP habe zwar gute Kandidaten, aber die KMT verfüge über eine eingespielte Partei- und Wahlkampfmaschinerie und sei durch „goldene Kühe“ und „diamantene Ochsen“ (= reiche Geldgeber und Parteifinanziers), die Millionen für den Wahlkampf ausgäben, im Vorteil.
Die Wahlkampfkampagnen begannen offiziell am 9. Dezember 1992 und dauerten 10 Tage. Allerdings gab es auch schon in den Wochen zuvor quasi „inoffizielle“ Wahlkampfveranstaltungen mit politischen Diskussionen und ähnlichem. Der Wahlkampf war sehr lebhaft, lief aber bis auf kleinere Handgreiflichkeiten und ähnliche Vorkommnisse weitgehend gewaltfrei ab. Um die Gunst der Wähler wurde mit vielfachen neonbunten Leuchtreklamen, allgegenwärtigen Wahlplakaten und Handzetteln, Fernsehwerbung und Lautsprecheransagen geworben. Folkloristische Einlagen wie Löwentänze gaben dem Wahlkampf ein für westliche Augen exotisches, spezifisch taiwanisch-chinesisches Gepräge.

## Wahlmodus und Kandidaten
Der Wahlmodus entsprach einer Mischung aus Verhältnis- und Mehrheitswahlrecht. 125 Kandidaten wurden in 23 Mehrpersonen-Wahlkreisen nach dem Prinzip der nicht-übertragbaren Einzelstimmgebung gewählt. Von den 125 Sitzen waren 6 für die taiwanischen Ureinwohner reserviert (je drei für das Hochland, drei für das Tiefland). Weitere 36 Sitze wurden über eine landesweite Liste entsprechend dem Parteistimmenanteil besetzt, wobei 6 Sitze für Übersee-Taiwaner reserviert waren.
Insgesamt bewarben sich 403 Kandidaten für die 161 Parlamentssitze. Von den 71 registrierten politischen Parteien nominierten nur 14 Kandidaten für die Wahl. Nur fünf Parteien – KMT, DPP, die Chinesische Sozialdemokratische Partei CSDP und die Wahrheitspartei – stellten mehr als fünf Kandidaten auf, was als Mindestbedingung für das Anrecht auf Fernsehwerbung galt. Es gab insgesamt 403 Kandidaten. Davon traten 348 in den Wahlkreisen an – 124 KMT, 59 DPP, 22 CSDP und 5 für die Wahrheitspartei. 15 weitere Wahlkreisbewerber verteilten sich auf die anderen 10 Parteien und außerdem gab es 123 unabhängige Kandidaten. Mehr als 40 Unabhängige waren ehemalige KMT- oder DPP-Mitglieder, die ihre Parteien verlassen hatten um als Unabhängige anzutreten. Pro Wahlkreis bewarben sich damit im Durchschnitt knapp drei Kandidaten, deutlich mehr als bei früheren Wahlen. Für die Wahl der 30 Landeslisten-Sitze nominierte die KMT 27, die DPP 16 und die CSDP 3 Kandidaten und für die Sitze der Wähler in Übersee gab es 6 KMT und 3 DPP-Kandidaten.

## Ergebnisse
Die Wahlbeteiligung betrug 72,02 % und es wurden insgesamt 9.488.772 gültige Stimmen gezählt. Von den taiwanischen Ureinwohnern wurden 63.831 im Bergland abgegeben und 49.333 im Tiefland.
| Partei                                                                                 | Partei                                                                                | Stimmen   | Stimmen | Mandate | Mandate   | Mandate    | Mandate      | Sitze gesamt | Sitze gesamt |
| Partei                                                                                 | Partei                                                                                | Zahl      | in %    | Listen- | Auslands- | Wahlkreis- | Ureinwohner- | Zahl         | %            |
| -------------------------------------------------------------------------------------- | ------------------------------------------------------------------------------------- | --------- | ------- | ------- | --------- | ---------- | ------------ | ------------ | ------------ |
|                                                                                        | Kuomintang (中國國民黨)                                                               | 5.030.725 | 53,02   | 19      | 4         | 68         | 5            | 95           | 59,0         |
|                                                                                        | Demokratische Fortschrittspartei (民主進步黨)                                         | 2.944.195 | 31,03   | 11      | 2         | 38         | 0            | 51           | 31,7         |
|                                                                                        | Chinesische Sozialdemokratische Partei (中華社會民主黨)                               | 126.213   | 1,33    | 0       | 0         | 1          | 0            | 1            | 0,6          |
|                                                                                        | Partei der Arbeit (工黨, Labor Party)                                                 | 32.349    | 0,34    | 0       | 0         | 0          | 0            | 0            | 0,0          |
|                                                                                        | Arbeiterpartei (勞動黨, Worker’s Party)                                               | 11.224    | 0,12    | 0       | 0         | 0          | 0            | 0            | 0,0          |
|                                                                                        | Wahrheitspartei (真理黨, Truth Party)                                                 | 6.545     | 0,07    | 0       | 0         | 0          | 0            | 0            | 0,0          |
|                                                                                        | China-Einheitspartei (中國團結黨, Chinese United Party)                               | 1.473     | 0,02    | 0       | 0         | 0          | 0            | 0            | 0,0          |
|                                                                                        | Volksaktionspartei (中國人民行動黨, China People Action Party)                        | 1.221     | 0,01    | 0       | 0         | 0          | 0            | 0            | 0,0          |
|                                                                                        | Jungchina-Partei (中國中青黨, Chinese Youth Party)                                    | 1.035     | 0,01    | 0       | 0         | 0          | 0            | 0            | 0,0          |
|                                                                                        | Partei der nationalen Wiedergeburt (中興黨, Chinese Resurgence Party)                 | 886       | 0,01    | 0       | 0         | 0          | 0            | 0            | 0,0          |
|                                                                                        | Wohlfahrtspartei (中國全民福利黨, Chinese Welfare Party)                              | 677       | 0,01    | 0       | 0         | 0          | 0            | 0            | 0,0          |
|                                                                                        | Demokratisch-sozialistische Partei (中國民主社會黨, China Democratic Socialist Party) | 418       | 0,00    | 0       | 0         | 0          | 0            | 0            | 0,0          |
|                                                                                        | Demokratische Partei (中國民主大同黨, Chinese Democratic Party)                       | 201       | 0,00    | 0       | 0         | 0          | 0            | 0            | 0,0          |
|                                                                                        | Loyalistische Partei (中國忠義黨, Chinese Loyalist Party)                             | 90        | 0,00    | 0       | 0         | 0          | 0            | 0            | 0,0          |
|                                                                                        | Unabhängige                                                                           | 1.331.520 | 14,03   | 0       | 0         | 13         | 1            | 14           | 8,7          |
| Gesamt                                                                                 | Gesamt                                                                                | 9.488.772 | 100,00  | 30      | 6         | 119        | 6            | 161          | 100,0        |
| Quelle: Zentrale Wahlkommission Taiwans und Schafferer C.: The Power of the Ballot Box |                                                                                       |           |         |         |           |            |              |              |              |

1. 1 2  Unter Berücksichtigung der späteren Korrektur in Hualien.

Von den gewählten 161 Abgeordneten waren 144 Männer und 17 (10,6 %) Frauen.

### Wahlkreiskarten

Wahlkreisergebnisse (stimmenstärkste Parteien, die Stimmenanteile für Unabhängige sind zusammengezählt). Kuomintang DPP Unabhängige
Wahlkreisergebnisse in hexagonaler Darstellung: Kuomintang DPP Sozialdemokratische Partei Unabhängige

## Nach der Wahl

Zusammensetzung des neu gewählten Legislativ-Yuans:

Es gab mehrfache Berichte über Stimmenkauf. Der Generalsekretär der DPP beschuldigte die KMT, in den südlichen Bezirken von Taipei Stimmen für 1.500 bis zu 3.500 Taiwan-Dollar (umgerechnet etwa 60–140 US$) eingesammelt zu haben. Kritisiert wurde auch eine angebliche einseitige Berichterstattung zugunsten der KMT durch das staatlich kontrollierte Fernsehen. In der Stadt Hualien gab es Vorwürfe, dass die Auszählung nicht korrekt abgelaufen sei. Bei einer erneuten Auszählung fanden sich 738 Stimmen mehr, als es Wähler gegeben hatte. Der sich anschließende Skandal führte zur Verurteilung eines Stadtangestellten wegen Wahlbetrugs zugunsten des KMT-Kandidaten. Der in Hualien ursprünglich unterlegene DPP-Kandidat Huang Hsin-chieh, der in dem Zweipersonen-Wahlkreis an dritter Stelle gelegen hatte, rutschte dadurch auf den zweiten Platz und wurde zum Wahlsieger erklärt. Die Zahl der DPP-Mandate veränderte sich dadurch von ursprünglich 50 auf 51 und die der KMT von 96 auf 95.
Im Ergebnis gewann zwar die Kuomintang die Mehrheit der Stimmen und Mandate, jedoch wurde das Wahlergebnis von den meisten als ein Erfolg der DPP angesehen. Verglichen zur Wahl der Nationalversammlung 1991 sank die KMT von 71 % auf 53 % Stimmenanteil ab, die DPP gewann hinzu (von 24 % auf 31 %). Die KMT war vor allem in den ländlichen Regionen stark, während die DPP in den großen Städten mit ihr fast gleichauf lag. In der Stadt Chiayi lag der DPP-Kandidat vor dem KMT-Kandidaten. Innerhalb der KMT kam es zu einer weiteren Machtverschiebung. Von den 95 gewählten KMT-Abgeordneten wurde die Mehrheit der mainstream-Fraktion innerhalb der KMT zugerechnet, während die Non-mainstream-Fraktion, die sich hinter dem ehemaligen Premierminister Hau Pei-tsun sammelte, nur eine Minderheit umfasste. Aufgrund dieser veränderten innerparteilichen Machtverhältnisse war es Präsident Lee möglich, am 10. Februar 1993 seinen Wunschkandidaten, den Provinzgouverneur Lien Chan zum neuen Premierminister zu ernennen.